# Mirtha Vásquez
Mirtha Esther Vásquez Chuquilín (født 31. marts 1975) er en peruviansk advokat og politiker som tilhører partikoalitionen Frente Amplio (spansk: Bred Front). Hun var Perus premierminister fra 6. oktober 2021 til 1. februar 2022 og siddet i Perus parlament siden marts 2020.